# Gillian Keegan

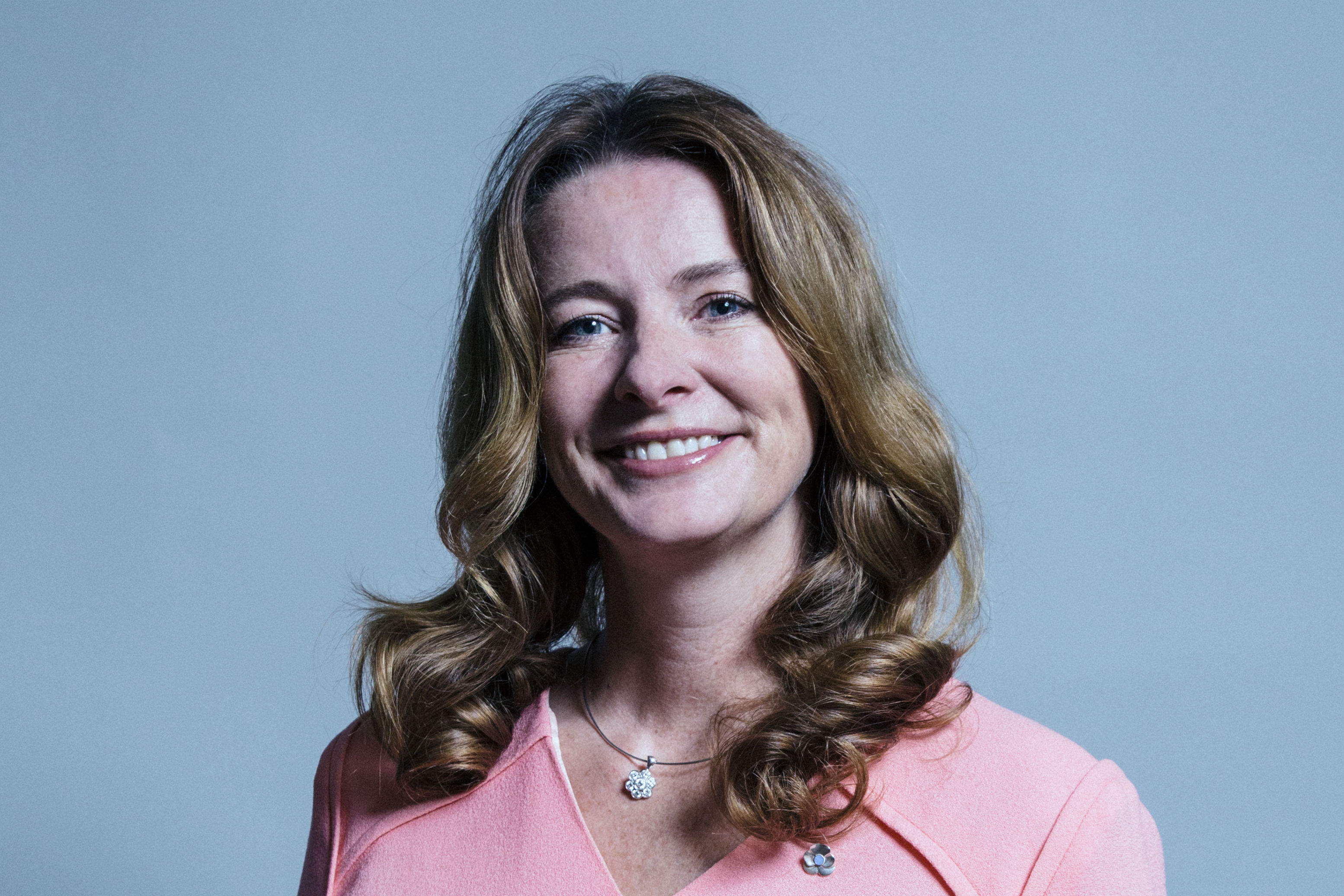
Keegan 2017 (Werbephoto)

Gillian Keegan (geb. 13. März 1968 in Leigh, Lancashire) ist eine britische Politikerin der Tories. Sie war seit Oktober 2022 bis 5. Juli 2024 Bildungsministerin im Kabinett von Rishi Sunak in Westminster. Zuvor war sie in der Regierung von Boris Johnson Staatsministerin für Pflege und Mental Health. Im folgenden Kabinett von Liz Truss wurde sie zur Unterstaatssekretärin für Afrika degradiert; sie hatte sich bei der Wahl zum Führer der konservativen Partei für Rishi Sunak starkgemacht.
Keegan ist seit 2017 MP für Chichester.

## Belege
1. ↑  Gillian Keegan MP. In: GOV.UK. Abgerufen am 2. Januar 2023 (britisches Englisch).

| Personendaten    | Personendaten                    |
| ---------------- | -------------------------------- |
| NAME             | Keegan, Gillian                  |
| KURZBESCHREIBUNG | britische Politikerin der Tories |
| GEBURTSDATUM     | 13. März 1968                    |
| GEBURTSORT       | Leigh, Lancashire                |